# Teoría del campo superconformal ABJM
En física teórica, la Teoría del campo superconformal ABJM es una teoría de campo cuántica estudiada por Ofer Aharony, Oren Bergman, Daniel Jafferis y Juan Maldacena. Proporciona un dual holográfico a la teoría M en {\displaystyle AdS_{4}\times S^{7}}. La teoría ABJM también está estrechamente relacionada con la teoría de Chern-Simons, y sirve como un modelo de juguete útil para resolver problemas que surgen en la física de la materia condensada.